# Крфска декларација
Крфска декларација је документ који су донијели предсједник Министарског савјета Краљевине Србије Никола Пашић и предсједник Југословенског одбора Анте Трумбић, закључен у Крфу на истоименом острву у Краљевини Грчкој 20. јула 1917. године. Сврха документа је била успостављање начина уједињења будуће заједничке државе Јужних Словена који су живјели на простору Краљевине Србије, Краљевине Црне Горе и Аустроугарске монархије, послије Првог свјетског рата. Обје стране су била подстакнуте на разговоре и постизање споразума губитком руске дипломатске подршке Србији, послије Фебруарске револуције, у погледу остваривања ратних циљева Србије, као и пријетњом да Југословенски одбор буде скрајнут спровођењем тријалистичке реформе коју је покренула Аустроугарска.
Пашићеви и Трумбићеви ставови били су различити. Пашић се залагао за унитарну државу, док се Трумбић залагао за федералну државу, остављајући значајна овлашћења федералним јединицама и чувајући национална права. Резултујућа декларација пригушила је питање система власти. Као компромис, прецизирало се само да ће заједничка држава бити уставна монархија којом ће владати владајућа српска династија Карађорђевић, одлажући већину питања на будућу уставотворну скупштину. Током разговора који су трајали 35 дана, Трумбић је за своје ставове имао слабу подршку осталих чланова Југословенског одбора. Били су заокупљени пријетњом коју је престављала Краљевина Италија, којој је била обећа територија према Лондоном споразуму из 1915. године.

## Позадина
Током Првог свјетског рата, у дијеловима Аустроугарске у којима је живјело претежно јужнословенско становништво — Хрвати, Срби и Словенци — развијан је притисак како би се подржао тријализам или успостављање заједничке државе Јужних Словена независне од Двојне монархије. Ова заједничка држава требало је да се оствари кроз реализацију југословенских идеја и уједињења са Краљевином Србијом.
Србија је рат видјела као могућност за територијално проширење. Одбор задужен за утврђивање ратних циљева израдио је програм за успостављање шире јужнословенске државе присаједињењем дијелова хабзбуршке монархије насељене Јужним Словенима — Хрватска и Славонија, Словеначке земље, Војводина, Босна и Херцеговина и Далмација. Нишком декларацијом из децембра 1914. Народна скупштина Краљевине Србије најавила је борбу „за ослобођење и уједињење све наше неслободне браће” као национални ратни циљ. Тројна антанта која је заговарала постојање Аустроугарске као противтеже утицају Њемачког царства била је противна овом циљу. Комбиноване аустроугарске, њемачке и бугарске снаге су крајем 1915. поразиле и окупирале Србију, приморавши њену владу и преостале трупе на повлачење преко Црне Горе и Албаније ка савезничким снагама стационирам на јадранској обали.
Југословенски одбор је основан као ad hoc група без званичног капацитета у априлу 1915. године. Одбор, који је дјелимично финансирала српска влада, чинили су интелектуалци и политичари из Аустроугарске који су тврдили да заступају интересе Јужних Словена. Анте Трумбић је био предсједник одбора, али је Франо Супило, саоснивач владајуће Хрватско-српске коалиције у Хрватској и Славонији, био најистакнутији члан. Супило се залагао за федерацију који би чиниле Србија (укључујући Војводину), Хрватска (која би обухватала Хрватску, Славонију и Далмацију), Босна и Херцеговина, Словенија и Црна Гора.
Јужнословенски заступници Рајхсрата, законодавног тијела аустријског дијела Двојне монархије, основали су Југословенски клуб 30. маја 1917. којим је предсједавао предсједник Словеначке народне странке Антон Корошец. Југословенски клуб је Рајхсрату представио Мајску декларацију — манифест којим се тражи уједињење хабзбуршких земаља насељених Хрватима, Словенцима и Србима у демократску, слободну и независну државу под Хабзбуршко-лоренским домом. Захтјев је постављен с освртом на начела народног самоопредјељења и хрватског државног права.

## Преговори на Крфу
Мајска декларација је објављена у вријеме док је Тројна антанта још увијек тражила начине да постигне сепаратни мир са Аустроугарској и тиме је одвоји од Њемачке. То је представљало проблем за српску владу која се налазила у изгнанству на грчком острву Крф. Представљало је и повећани ризик од тријалистичког рјешења за Јужне Словене у Двојној монархији, уколико се сепаратни мир спроведе, спрјечавајући остварење српских ратних циљева. У недостатку снажне руске дипломатске подршке од избијања Фебруарске револуције, предсједник српске владе Никола Пашић осјећао се принуђеним да постигне договор са Југословенским одбором.
Под притиском је био и Југословенски одбор. Иако је тврдио да говори у име Јужних Словена у Аустроугарској, отворено је гледао своје интересе. Мајска декларација представљала је изазов за Југословенски одбор и српску владу, лишавајући их иницијативе у поступку јужнословенског уједињења. То је обје стране навело да под приоритет поставе израду програма уједињења јужнословенских земаља у Аустроугарској и изван ње.
И поред тога што је га је дјелимично финансирала српска влада, Југословенски одбор се није слагао са њом у погледу начина уједињења и система власти. Овај сукоб био је резултат неслагања Пашића и Супила. Пашић се залагао за унитарни државу са сједиштем у Београду, док је Супило желио федерацију, а Пашића оптуживао да заступа великосрпску агенду. Када је Пашић у мају 1917. позвао Југословенски одбор на разговоре, Супило је упозорио на расправе без претходног утврђивања српских намјера.
Чланови Југословенског одбора су сазнали да је Тројна антанта обећала Италији дијелове аустроугарске територије — дијелове Словеначких земаља, Истру и Далмацију — према Лондонском споразуму, а да би се Италија придружила Антанти. Већина чланова Одбора била је из Далмације и Лондонски споразум видјели су као пријетњу која се може провјерити само уз помоћ Србије, што их је подстакло да прихвате Пашићев позив на Крф. Супило је дао оставку на чланству у Одбору у знак протеста.
Од 15. јуна до 20. јула одржан је низ састанака како би се постигао консензус, упркос радикално различитим погледима на систем власти у предложеној заједничкој држави. Стране у преговорима нису имале међусобно повјерење. Југословенски одбор је своје ставове заснивао на локалним аутономијама, правним институцијама, федерализму и хрватском државном праву, али је српска влада те ставове сматрала остацима борбе против „непријатеља” (тачније Аустроугарске). С друге стране, Пашић је заговарао опште право гласа и једноставну парламентарну демократију, коју је Трумбић тумачио као начин да се обезбиједи владавина Срба као најмногољуднијег народа у предложеној држави. Одговарајући на Трумбићеве захтјеве, Пашић је рекао да ће, уколико Хрвати буду инсистирали на федерацији, српска влада одустати од пројекта уједињења у корист стварања Велике Србије. Након 28 пленарних састанака у трајању од 35 дана, разлике у мишљењима биле су очигледне и није постигнут договор о систему власти. Резултујућа Крфска декларација је прећутала то, остављајући будућој уставотворној скупштини да одлучује неодређеном квалификованом већином — односно не простом већином гласова — прије него што је одобри српски краљ. Према Дејану Медаковићу, Трумбић је потписивање декларације правдао тиме да је то био једини начин да се његов народ нађе на страни побједника у рату.
У Декларацији се наводи да су Срби, Хрвати и Словенци један „троимени” народ и да ће Карађорђевићи владати у новој јединственој држави организованој као парламентарна, уставна монархија. Такође, да ће нова влада поштовати равноправност вјероисповијести и писма, право гласа итд. Трумбић је предлагао успостављање привремене владе нове државе, али је Пашић то одбио — како би избјегао подривање дипломатске предности коју је Србија уживала у поступку уједињења као признате државе.

## Утицај
У суштини, Крфска декларација је била политички манифест који је српска влада занемарила у погледу квалификоване већине потребне за доношење устава, али је потврђена када су се њене одредбе поклопиле са српским интересима. Декларација је била компромис Југословенског одбора и српске владе на челу са Пашићем. Хваљена је као јужнословенска Magna Carta због признавања „племенских” имена, три заставе и вјероисповијести и два писма (ћирилица и латиница). Истовремено, декларација је ограничавала овлашћења будуће уставотворне скупштине одлучивањем о монархији и конкретној владајућој династији. Декларацијом је донесена и одлука о имену будуће државе као Краљевине Срба, Хрвата и Словенаца — након српских приговора против назива „Југославија” као западњачког изума који је осмишљен како би сузбио назив „Србија”.
Трумбић је у великој мјери био изолован у противљењу централизму који је заговарао Пашић; највећи дио Југословенског одбора стао је на страну Пашића по том питању. Док је Трумбић инсистирао да се унутрашњи послови, образовање, правосуђе и привреда (осим царина, валуте, кредита и управљања државном имовином) препусти федералним јединицама и тражио право вета за „племена” у уставотворној скупштини како би се доношење одлука обезбиједило консензусом, Пашић је одбацио те идеје. Пашић се залагао за давање одређеног степена аутономије локалним самоуправама, али се исто тако залагао за укидање историјских земаља у корист нових административних јединица. Пашић је ставио до знања да хрватски федералисти могу имати одређени утицај само у Загребу и његовој непосредној околини и на јадранским острвима — на које је у великој мјери право полагала Италија. Декларација је избјегла већину ових питања, али се односила на „општине и друге управне јединице”. То је касније протумачено као раскид са историјским правима историјских покрајина. Слично, Хрватском сабору није дата никаква улога у Декларацији. Крфска декларација није садржала никакве институционалне гаранције националних права. Према Иви Банцу, Југословенски одбор је одлучио да не инсистира на тим стварима, јер је био заокупљен италијанском пријетњом. У Италији је Декларација приказана као антииталијанска, с циљем да одвоји Италију од њених савезника и умањи допринос Италије ратним напорима. Ово гледиште је посебно заступао Савез револуционарне акције Бенита Мусолинија. Националисти су настојали да искористе идентификацију са националистичким позицијама према Јадранском питању представљајући Лондонски споразум (са припајањем Ријеке Италији) као правичан територијални компромис који је угрожен империјалистичким размишљањем Југословенског одбора.
Идеја очувања Аустроугарске почела је постепено губити међународну подршку тек 1917. године. Те године Русија је тражила мир усљед Руске револуције, док су Сједињене Америчке Државе, чији је предсједник Вудро Вилсон заговарао принцип самоопредјељења, ушле у рат. Без обзира на то, у говору познатом као „Четрнаест тачака”, Вилсон је само обећао аутономију за народе Аустроугарске. Очување двојне монархије није одбачено прије потписивање Брест-литовског мира у марту 1918. године. Тада су се савезници увјерили да се она не може одупријети комунистичкој револуцији. Након распада Аустроугарске, представници српске владе и представници Народног вијећа новопроглашене Државе Словенаца, Хрвата и Срба састали су се у Женеви на још једну рунду преговора од 6. до 9. новембра 1918. године. На конференцији, Југословенски одбор и Народно вијеће убједили су Пашића да потпише Женевску декларацију којом се одриче унитаристичког концепта будуће заједнице. Међутим, српска влада је убрзо одбацила декларацију. Притиснуто околностима италијанског оружаног упада, Народно вијеће је саставило упутства за своју делегацију код регента пријестолонасљедника Александра, нудећи да прогласи уједињење нове државе. Инструкције су сачињене ослањајући се на Крфску декларацију и федералистичке идеје Народног вијећа.
Делегација је игнорисала упутства Народног вијећа и промијенила је обраћање Александру са прецизирања федералистичког система власти на основу Крфске декларације на исказивање лојалности и изражавање жеља. Регент пријестолонасљедник Александар је 1. децембра прихватио понуду да прогласи уједињење — без наметања ограничења.